# Die Katze (Simenon)
Die Katze (französischer Originaltitel: Le chat, wörtlich „Der Kater“) ist ein Roman des belgischen Schriftstellers Georges Simenon. Er entstand vom 29. September bis 5. Oktober 1966 in Epalinges und wurde im Februar 1967 beim Pariser Verlag Presses de la Cité veröffentlicht. Die erste deutsche Übersetzung von Hansjürgen Wille und Barbara Klau erschien 1969 bei Kiepenheuer & Witsch unter dem Titel Der Kater. Die Verfilmung aus dem Jahr 1971 lief im deutschsprachigen Raum als Die Katze. Unter diesem Titel erschien auch 1985 die Neuübersetzung von Angela von Hagen im Diogenes Verlag, die 2000 nochmal geringfügig überarbeitet wurde.
Das Buch ist keiner der bekannten Kriminalromane Simenons mit Kommissar Maigret, sondern eines seiner Psychodramen. Es handelt von einer Beziehung, in der Gleichgültigkeit die Liebe längst abgelöst hat.

## Handlung
Marguerite und Emile Bouin sind ein altes Ehepaar, beide sind weit über Siebzig. Seit fünf Jahren sind sie miteinander verheiratet, es ist für beide die zweite Ehe. Sie hatten sich aus einer spontanen Laune heraus zur Heirat entschlossen, um der Einsamkeit in ihrem Witwer-Dasein zu entfliehen, doch es hatte sich schnell als ein Fehler herausgestellt, zu unterschiedlich sind die beiden. Emile ist ein einfacher Handwerker, der sein Berufsleben als Vorarbeiter und Baustellenleiter verbrachte, während Marguerite einer großbürgerlichen Industriellenfamilie entstammt. Ihr Vater hatte zwar den Großteil des Familienerbes durchgebracht, doch ihr gehört immer noch eine kleine, langsam verfallende Häuserzeile in einer Seitenstraße in Paris, in der das Paar auch selbst wohnt. Vor drei Jahren eskalierte die Situation, als Marguerite während einer Grippe Emiles dessen von ihr verhassten Kater zu versorgen hatte. Als Emile den Kater vermisst, findet er ihn schließlich tot im Keller, und verdächtigt seine Frau, ihm Rattengift unter das Futter gemischt zu haben. Aus Rache misshandelt er Marguerites Papagei, der kurz darauf stirbt. Seither herrscht nur noch Hass und Verachtung zwischen den beiden. Marguerite schreibt ihm auf einem Zettel: „Ich habe über alles nachgedacht. Als Katholikin ist es mir untersagt, an eine Scheidung zu denken. Gott hat uns zu Mann und Frau gemacht, und wir müssen unter einem Dach leben. Jedoch verpflichtet mich nichts dazu, mit Ihnen zu reden, und ich bitte Sie inständig, auch Ihrerseits davon abzusehen.“ Seither kommunizieren die beiden nur noch über kleine Zettel, mit denen sie sich gegenseitig Bosheiten übermitteln.
Einmal spitzt sich die Situation zu, als Marguerite eine Freundin zu sich nach Hause einlädt, und dieser in Emiles Gegenwart die schlimmsten Dinge über ihn erzählt, um ihn zu demütigen. Als sich dies über mehrere Tage hinweg wiederholt, zieht Emile aus der gemeinsamen Wohnung aus und nimmt sich ein Zimmer bei einer befreundeten Kneipenwirtin, mit der er seit längerem eine flüchtige Liebesbeziehung unterhält. Doch Marguerite macht ihn nach kurzer Zeit ausfindig und steht jeden Tag stumm anklagend vor Emiles neuem Zuhause. Da er glaubt, dass sie ohne ihn nicht leben kann, kehrt er zu ihr zurück, doch unter dem gemeinsamen Dach geht die alte Situation des Sich-Anschweigens und der Hassbotschaften auf den Zetteln einfach weiter wie zuvor.
Eines Tages kehrt Emile von einem Spaziergang nach Hause zurück und findet Marguerite tot in ihrem Schlafzimmer kollabiert. Im Angesicht der Toten findet er kurz seine Sprache wieder, will ihren Namen ausrufen, und fragt sich auch, ob sie ihn vor ihrem Tod noch gerufen hat. In Panik gelingt es ihm noch einen Arzt zu verständigen, dann bricht auch er selbst zusammen. Als er im Krankenhaus erwacht erfährt er, dass er – im Gegensatz zu seiner Frau – durch eine Notoperation gerettet wurde. Doch in ihm dämmert die Erkenntnis, dass er endgültig jeden Lebenszweck verloren hat.

## Interpretation
André Dubourt hält Die Katze für den „letzten guten Roman“ in Simenons Œuvre, eine Wertung, der sich Simenons Biograf Fenton Bresler anschließt („ein Meisterwerk“). Eine Rezension in Newsweek nannte den Autor „einen Meister, nicht nur der kurzen prägnanten Pariser Schnappschüsse, sondern auch der Kunst, einen einzigen simplen Gedanken mit den Belastungen der Universalität auszuschmücken“.
Simenon beabsichtigte, den Roman Die Katze von jeder Ausschmückung und Verzierung frei zu halten. Er wollte das „nackte Menschsein“ zum Vorschein bringen. An anderer Stelle beschrieb er diesen „nackten Menschen“ als den Menschen, „der uns allen gemein ist, nur mit seinen Grund- und Urinstinkten“. Im Ergebnis befand er: „Niemals zuvor habe ich etwas derart Grausames geschrieben“, während Marcel Achard urteilte, Die Katze sei „eines der furchtbarsten, aber auch außergewöhnlichsten Werke“ Simenons. Im Vergleich mit den frühen Romanen kam er zum Schluss: „Die Charaktere werden immer härter, und in Le Chat erreichen sie den Höhepunkt an brutaler Roheit.“
Es ist die Geschichte eines alten Ehepaares, das in einer Art „Hassliebe“ miteinander verbunden oder vielmehr aneinander gekettet ist. Die Ehepartner kommen aus unterschiedlichen sozialen Schichten. Er entstammt der Arbeiterklasse, ist laut, gefühllos, schroff und ordinär, sie einer zu Wohlstand gekommenen oberen Mittelschicht, eingebildet, zickig, prüde und frigide. Die titelgebende Katze, ein räudiger Straßenkater, verkörpert alles, was Marguerite an Männern verachtet. Lucille F. Becker führt aus, dass die Ehe der beiden an einen Abnützungskrieg erinnert, in der jede Seite alles daran setzt, die andere zu überleben. Beider Versuche, der unerträglichen Situation zu entfliehen, scheitern, ihre Beziehung ist zur Notwendigkeit geworden. Sie hassen einander, aber können ohne den anderen nicht sein. Ihr Leben erhält nur durch den Hass seinen Zweck und sein Ziel.
Nicole Geeraert beschreibt, dass Simenons Non-Maigret-Romane häufig mit dem Untergang ihres Helden enden oder zumindest einem gebrochenen Herzen, während das Leben weitergeht (etwa in Der Bürgermeister von Furnes). So endet auch Die Katze mit Emile Bouins Erkenntnis: „Er war nichts mehr.“ In dieser Erkenntnis, dass das Leben ohne das Objekt seines Hasses seine Bedeutung verloren hat, sieht Pierre Assouline ein typisches Beispiel für den Unterschied zwischen echten Einzelgängern und Simenons Figuren, die eher labil, schuldbeladen und unfähig zur Kommunikation mit anderen sind, dennoch aber eine Form von Versöhnung und Rückkehr in die Gesellschaft suchen, eine Erlösung durch ihre Beichte.
Wie häufig entnahm Simenon seine Stoffe dem wahren Leben. So ist auch der Hintergrund von Die Katze in Simenons eigener Biografie zu suchen, namentlich der unglücklichen zweiten Ehe seiner Mutter Henriette, die nach dem frühen Tod von Simenons Vater eine Versorgungsehe mit einem pensionierten Lokomotivführer der Nordbelgischen Eisenbahnen schloss, an deren Ende die beiden Ehepartner nur noch schriftlich miteinander kommunizierten und ihre Essensvorräte voreinander verschlossen hielten. In dem 1974 veröffentlichten autobiografischen Brief an meine Mutter beschrieb Simenon die Ehe zwischen Henriette und Joseph André im Detail. Die tatsächlichen Geschehnisse gingen bis zum Ausreißen der Schwanzfedern eines Papageis. Auf die Grausamkeit seines Buches angesprochen, äußerte Simenon, dass die Realität noch viel schrecklicher sei.
Simenons Biograf Patrick Marnham weist darauf hin, dass Simenon „die Sache noch schlimmer“ mache, indem er die Perspektive des Mannes einnehme, der als der Sympathischere der beiden geschildert werde. Dies führt er auf Simenons eigenes schwieriges Verhältnis zu seiner Mutter zurück, die der Schriftsteller auch für das Scheitern seiner eigenen zweiten Ehe verantwortlich machte. In der Beziehung Emiles zu der leichtlebigen, immer zu sexuellen Eskapaden bereiten Nelly findet er hingegen Anklänge an Simenons Beziehung zu seinem Dienstmädchen Henriette Liberges, genannt „Boule“.
Nicole Geeraert erinnert der Roman schließlich an ein literarisches Vorbild, nämlich den gleichnamigen Roman Die Katze (später: Eifersucht) von Simenons früher Mentorin Colette, in dem ein Mann seine Frau verlässt, weil er eine Katze vorzieht.

## Buchausgaben
- Le chat. Roman. Presses de la cité, Paris 1967
- Im Beichtstuhl. Der Umzug. Der Kater. Deutsch von Hansjürgen Wille und Barbara Klau. Kiepenheuer & Witsch, Köln 1969 (Drei Romane in einem Band)
- Der Kater. Roman. Heyne, München 1971
- Die Katze. Roman. Deutsch von Angela von Hagen. Diogenes (detebe 21378), Zürich 1985 ISBN 3-257-21378-6

## Verfilmungen
1971 verfilmte Pierre Granier-Deferre den Roman unter dem Titel Die Katze mit Simone Signoret und Jean Gabin in den Hauptrollen. Trotz gewisser Abweichungen und Konzessionen, die bezüglich der Hauptdarsteller und des Publikumsgeschmacks gemacht werden mussten, erhält der Film laut Lucille F. Becker die Grundstimmung und Grundaussage des Romans.
Für das deutsche Fernsehen Das Erste wurde der Roman mit Götz George und Hannelore Hoger 2007 unter der Regie von Kaspar Heidelbach erneut verfilmt.